# Liste des chefs du gouvernement portugais
Cette page recense les chefs du gouvernement portugais depuis 1834. Le titre du chef du gouvernement a évolué ainsi :
- 1635-1807 : Secrétaire d'État
- 1807-1810 : Président du Conseil du gouvernement suprême du Royaume (gouvernement officieux à Lisbonne)
- 1808-1821 : Ministre d'État (gouvernement officiel en exil à Rio de Janeiro)
- 1821-1828 : Ministre d'État
- 1828-1834 : Vice-ministre du Cabinet
- 1828-1832 : Ministre d'État (gouvernement libéral en exil à Londres)
- 1832-1834 : Ministre d'État (Régence en exil à Terceira)
- 1834-1910 : Président du Conseil des ministres
- 1910-1911 : Président du gouvernement provisoire
- 1911-1933 : Président du Ministère
- 1933-1974 : Président du Conseil des ministres
- depuis 1974 : Premier ministre

## Monarchie constitutionnelle (1834-1910)
| Nom                                                          | Nom                                                          | Nom | Dates du mandat                                              | Dates du mandat                                              | Parti                                                        |                                                              |
| Monarchie constitutionnelle – Second Libéralisme (1834-1910) | Monarchie constitutionnelle – Second Libéralisme (1834-1910) | Monarchie constitutionnelle – Second Libéralisme (1834-1910)                                               | Monarchie constitutionnelle – Second Libéralisme (1834-1910) | Monarchie constitutionnelle – Second Libéralisme (1834-1910) | Monarchie constitutionnelle – Second Libéralisme (1834-1910) | Monarchie constitutionnelle – Second Libéralisme (1834-1910) |
| ------------------------------------------------------------ | ------------------------------------------------------------ | --- | ------------------------------------------------------------ | ------------------------------------------------------------ | ------------------------------------------------------------ | ------------------------------------------------------------ |
| 1                                                            |                                                              | Pedro de Sousa Holstein, Marquis et Comte de Palmela                                                       | 24 septembre 1834                                            | 4 mai 1835                                                   | Chartiste/"Chamorro"                                         |                                                              |
| 2                                                            |                                                              | Vitório Maria Francisco de Sousa Coutinho Teixeira de Andrade Barbosa, Comte de Linhares                   | 4 mai 1835                                                   | 27 mai 1835                                                  | "Chamorro"                                                   |                                                              |
| 3                                                            |                                                              | José Francisco de Saldanha Oliveira e Daun, Marquis et Comte de Saldanha                                   | 27 mai 1835                                                  | 18 novembre 1835                                             | Indépendant                                                  |                                                              |
| 4                                                            |                                                              | José Jorge Loureiro                                                                                        | 18 novembre 1835                                             | 20 avril 1836                                                | Indépendant                                                  |                                                              |
| 5                                                            |                                                              | António José de Sousa Manoel de Menezes Severim de Noronha, Duc de Terceira, Marquis et Comte de Vila-Flor | 20 avril 1836                                                | 10 septembre 1836                                            | "Chamorro"                                                   |                                                              |
| 6                                                            |                                                              | José da Gama Carneiro e Sousa, Comte de Lumiares                                                           | 10 septembre 1836                                            | 4 novembre 1836                                              | Septembriste                                                 |                                                              |
| 7                                                            |                                                              | José Bernardino de Portugal e Castro, Marquis de Valença et Comte de Vimioso                               | 4 novembre 1836                                              | 5 novembre 1836                                              | Indépendant                                                  |                                                              |
| 8                                                            |                                                              | Bernardo de Sá Nogueira de Figueiredo, Vicomte de Sá da Bandeira                                           | 5 novembre 1836                                              | 2 juin 1837                                                  | Septembriste                                                 |                                                              |
| 9                                                            |                                                              | António Dias de Oliveira                                                                                   | 2 juin 1837                                                  | 2 août 1837                                                  | Septembriste                                                 |                                                              |
| 10                                                           |                                                              | Bernardo de Sá Nogueira de Figueiredo, Vicomte de Sá da Bandeira                                           | 2 août 1837                                                  | 18 avril 1839                                                | Septembriste                                                 |                                                              |
| 11                                                           |                                                              | Rodrigo Pinto Pizarro de Almeida Carvalhais, Baron de Ribeira de Sabrosa                                   | 18 avril 1839                                                | 26 novembre 1839                                             | Septembriste                                                 |                                                              |
| 12                                                           |                                                              | José Lúcio Travassos Valdez, Comte de Bonfim                                                               | 26 septembre 1839                                            | 9 juin 1841                                                  | Septembriste                                                 |                                                              |
| 13                                                           |                                                              | Joaquim António de Aguiar                                                                                  | 9 juin 1841                                                  | 7 février 1842                                               | Septembriste                                                 |                                                              |
| 14                                                           |                                                              | Pedro de Sousa Holstein, Marquis et Comte de Palmela                                                       | 7 février 1842                                               | 9 février 1842                                               | Indépendant                                                  |                                                              |
| 15                                                           |                                                              | António José de Sousa Manoel de Menezes Severim de Noronha, Duc de Terceira, Marquis et Comte de Vila-Flor | 9 février 1842                                               | 20 mai 1846                                                  | Chartiste                                                    |                                                              |
| 16                                                           |                                                              | Pedro de Sousa Holstein, Marquis et Comte de Palmela                                                       | 20 mai 1846                                                  | 6 octobre 1846                                               | Chartiste                                                    |                                                              |
| 17                                                           |                                                              | José Francisco de Saldanha Oliveira e Daun, Marquis et Comte de Saldanha                                   | 6 octobre 1846                                               | 18 juin 1849                                                 | Chartiste                                                    |                                                              |
| 18                                                           |                                                              | António Bernardo da Costa Cabral, Comte de Tomar                                                           | 18 juin 1849                                                 | 26 avril 1851                                                | Chartiste                                                    |                                                              |
| 19                                                           |                                                              | António José de Sousa Manoel de Menezes Severim de Noronha, Duc de Terceira, Marquis et Comte de Vila-Flor | 26 avril 1851                                                | 1er mai 1851                                                 | Régénérateur                                                 |                                                              |
| 20                                                           |                                                              | José Francisco de Saldanha Oliveira e Daun, Marquis et Comte de Saldanha                                   | 1er mai 1851                                                 | 6 juin 1856                                                  | Régénérateur                                                 |                                                              |
| 21                                                           |                                                              | Nuno José Severo de Mendonça Rolim de Moura Barreto, Marquis de Loulé                                      | 6 juin 1856                                                  | 16 mars 1859                                                 | Historique                                                   |                                                              |
| 22                                                           |                                                              | António José de Sousa Manoel de Menezes Severim de Noronha, Duc de Terceira, Marquis et Comte de Vila-Flor | 16 mars 1859                                                 | 1er mai 1860                                                 | Régénérateur                                                 |                                                              |
| 23                                                           |                                                              | Joaquim António de Aguiar                                                                                  | 1er mai 1860                                                 | 4 juillet 1860                                               | Régénérateur                                                 |                                                              |
| 24                                                           |                                                              | Nuno José Severo de Mendonça Rolim de Moura Barreto, Duc de Loulé                                          | 4 juillet 1860                                               | 17 avril 1865                                                | Historique                                                   |                                                              |
| 25                                                           |                                                              | Bernardo de Sá Nogueira de Figueiredo, Marquis de Sá da Bandeira                                           | 17 avril 1865                                                | 4 septembre 1865                                             | Réformiste                                                   |                                                              |
| 26                                                           |                                                              | Joaquim António de Aguiar                                                                                  | 4 septembre 1865                                             | 4 janvier 1868                                               | Régénérateur (avec le Parti Historique)                      |                                                              |
| 27                                                           |                                                              | António José d'Ávila, Comte d'Ávila                                                                        | 4 janvier 1868                                               | 22 juillet 1868                                              | Indépendant                                                  |                                                              |
| 28                                                           |                                                              | Bernardo de Sá Nogueira de Figueiredo, Marquis de Sá da Bandeira                                           | 22 juillet 1868                                              | 11 août 1869                                                 | Réformiste                                                   |                                                              |
| 29                                                           |                                                              | Nuno José Severo de Mendonça Rolim de Moura Barreto, duc de Loulé                                          | 11 août 1869                                                 | 19 mai 1870                                                  | Historique                                                   |                                                              |
| 30                                                           |                                                              | José Francisco de Saldanha Oliveira e Daun, Marquis et Comte de Saldanha                                   | 19 mai 1870                                                  | 29 août 1870                                                 | Régénérateur                                                 |                                                              |
| 31                                                           |                                                              | Bernardo de Sá Nogueira de Figueiredo, Marquis de Sá da Bandeira                                           | 29 août 1870                                                 | 29 octobre 1870                                              | Réformiste                                                   |                                                              |
| 32                                                           |                                                              | António José de Ávila, Marquis d'Ávila                                                                     | 29 octobre 1870                                              | 13 septembre 1871                                            | Réformiste                                                   |                                                              |
| 33                                                           |                                                              | António Maria de Fontes Pereira de Melo                                                                    | 13 septembre 1871                                            | 6 mars 1877                                                  | Régénérateur                                                 |                                                              |
| 34                                                           |                                                              | António José de Ávila, Marquis d' Ávila                                                                    | 6 mars 1877                                                  | 26 janvier 1878                                              | Réformiste                                                   |                                                              |
| 35                                                           |                                                              | António Maria de Fontes Pereira de Melo                                                                    | 26 janvier 1878                                              | 29 mai 1879                                                  | Régénérateur                                                 |                                                              |
| 36                                                           |                                                              | Anselmo José Braamcamp de Almeida Castelo Branco                                                           | 29 mai 1879                                                  | 23 mars 1881                                                 | Progressiste                                                 |                                                              |
| 37                                                           |                                                              | António Rodrigues Sampaio                                                                                  | 23 mars 1881                                                 | 14 novembre 1881                                             | Régénérateur                                                 |                                                              |
| 38                                                           |                                                              | António Maria de Fontes Pereira de Melo                                                                    | 14 novembre 1881                                             | 16 février 1886                                              | Régénérateur                                                 |                                                              |
| 39                                                           |                                                              | José Luciano de Castro Pereira Côrte-Real                                                                  | 16 février 1886                                              | 14 janvier 1890                                              | Progressiste                                                 |                                                              |
| 40                                                           |                                                              | António de Serpa Pimentel                                                                                  | 14 janvier 1890                                              | 11 octobre 1890                                              | Régénérateur                                                 |                                                              |
| 41                                                           |                                                              | João Crisóstomo de Abreu e Sousa                                                                           | 11 octobre 1890                                              | 18 janvier 1892                                              | Indépendant                                                  |                                                              |
| 42                                                           |                                                              | José Dias Ferreira                                                                                         | 18 janvier 1892                                              | 22 février 1893                                              | Indépendant                                                  |                                                              |
| 43                                                           |                                                              | Ernesto Rudolfo Hintze Ribeiro                                                                             | 22 février 1893                                              | 5 février 1897                                               | Régénérateur                                                 |                                                              |
| 44                                                           |                                                              | José Luciano de Castro Pereira Côrte-Real                                                                  | 5 février 1897                                               | 26 juillet 1900                                              | Progressiste                                                 |                                                              |
| 45                                                           |                                                              | Ernesto Rudolfo Hintze Ribeiro                                                                             | 26 juillet 1900                                              | 20 octobre 1904                                              | Régénérateur                                                 |                                                              |
| 46                                                           |                                                              | José Luciano de Castro Pereira Côrte-Real                                                                  | 20 octobre 1904                                              | 19 mars 1906                                                 | Progressiste                                                 |                                                              |
| 47                                                           |                                                              | Ernesto Rudolfo Hintze Ribeiro                                                                             | 19 mars 1906                                                 | 19 mai 1906                                                  | Régénérateur                                                 |                                                              |
| 48                                                           |                                                              | João Ferreira Franco Pinto Castelo-Branco                                                                  | 19 mai 1906                                                  | 4 février 1908                                               | Libéral Régénérateur                                         |                                                              |
| 49                                                           |                                                              | Francisco Joaquim Ferreira do Amaral                                                                       | 4 février 1908                                               | 26 décembre 1908                                             | Indépendant                                                  |                                                              |
| 50                                                           |                                                              | Artur Alberto de Campos Henriques                                                                          | 26 décembre 1908                                             | 11 avril 1909                                                | Indépendant (Régénérateur et Progressiste)                   |                                                              |
| 51                                                           |                                                              | Sebastião Custódio de Sousa Teles                                                                          | 11 avril 1909                                                | 14 mai 1909                                                  | Indépendant                                                  |                                                              |
| 52                                                           |                                                              | Venceslau de Sousa Pereira de Lima                                                                         | 14 mai 1909                                                  | 22 décembre 1909                                             | Indépendant                                                  |                                                              |
| 53                                                           |                                                              | Francisco António da Veiga Beirão                                                                          | 22 décembre 1909                                             | 26 juin 1910                                                 | Régénérateur                                                 |                                                              |
| 54                                                           |                                                              | António Teixeira de Sousa                                                                                  | 26 juin 1910                                                 | 5 octobre 1910                                               | Régénérateur                                                 |                                                              |

## Première République (1911-1926)
| #                               | #                               | Président du Ministère          | Président du Ministère | Dates du mandat                 | Dates du mandat                 | Parti                                                                           |
| Première République (1910-1926) | Première République (1910-1926) | Première République (1910-1926) | Première République (1910-1926) | Première République (1910-1926) | Première République (1910-1926) | Première République (1910-1926)                                                 |
| ------------------------------- | ------------------------------- | ------------------------------- | --- | ------------------------------- | ------------------------------- | ------------------------------------------------------------------------------- |
| 55                              | 1                               |                                 | Joaquim Teófilo Fernandes Braga | 5 octobre 1910                  | 24 août 1911                    | Républicain                                                                     |
| 56                              | 2                               |                                 | João Pinheiro Chagas | 4 septembre 1911                | 13 novembre 1911                | Républicain                                                                     |
| 57                              | 3                               |                                 | Augusto César de Almeida de Vasconcelos Correia                                                                                                 | 13 novembre 1911                | 16 juin 1912                    | Républicain                                                                     |
| 58                              | 4                               |                                 | Duarte Leite Pereira da Silva | 16 juin 1912                    | 9 janvier 1913                  | Républicain                                                                     |
| 59                              | 5                               |                                 | Afonso Augusto da Costa | 9 janvier 1913                  | 9 février 1914                  | Démocrate                                                                       |
| 60                              | 6                               |                                 | Bernardino Luís Machado Guimarães | 9 février 1914                  | 12 décembre 1914                | Démocrate                                                                       |
| 61                              | 7                               |                                 | "Vítor Hugo" de Azevedo Coutinho | 12 décembre 1914                | 28 janvier 1915                 | Démocrate                                                                       |
| 62                              | 8                               |                                 | Joaquim Pereira Pimenta de Castro | 28 janvier 1915                 | 14 mai 1915                     | Indépendant                                                                     |
| -                               | -                               |                                 | Junte constitutionnelle composée de: José Norton de Matos António Maria da Silva José de Freitas Ribeiro Alfredo de Sá Cardoso Álvaro de Castro | 14 mai 1915                     | 15 mai 1915                     | Indépendant                                                                     |
| -                               | -                               |                                 | João Pinheiro Chagas (n'est pas entré en fonction)                                                                                              | 15 mai 1915                     | 17 mai 1915                     | Indépendant                                                                     |
| 63                              | 9                               |                                 | José Augusto Soares Ribeiro de Castro | 17 mai 1915                     | 29 novembre 1915                | Démocrate                                                                       |
| 64                              | 10                              |                                 | Afonso Augusto da Costa | 29 novembre 1915                | 16 mars 1916                    | Démocrate                                                                       |
| 65                              | 11                              |                                 | António José de Almeida | 16 mars 1916                    | 25 avril 1917                   | Union sacrée (Républicain évolutionniste avec les Démocrates)                   |
| 66                              | 12                              |                                 | Afonso Augusto da Costa | 25 avril 1917                   | 7 octobre 1917                  | Démocrate                                                                       |
| -                               | -                               |                                 | José Maria Mendes Ribeiro Norton de Matos (intérim)                                                                                             | 7 octobre 1917                  | 25 octobre 1917                 | Démocrate                                                                       |
| -                               | -                               |                                 | Afonso Augusto da Costa | 25 octobre 1917                 | 17 novembre 1917                | Démocrate                                                                       |
| -                               | -                               |                                 | José Maria Mendes Ribeiro Norton de Matos (intérim)                                                                                             | 17 novembre 1917                | 8 décembre 1917                 | Démocrate                                                                       |
| 67                              | 13                              |                                 | Sidónio Bernardino Cardoso da Silva Pais | 8 décembre 1917                 | 14 décembre 1918                | National républicain                                                            |
| 68                              | 14                              |                                 | João do Canto e Castro da Silva Antunes Júnior                                                                                                  | 14 décembre 1918                | 23 décembre 1918                | National républicain                                                            |
| 69                              | 15                              |                                 | João Tamagnini de Sousa Barbosa | 23 décembre 1918                | 27 janvier 1919                 | National républicain                                                            |
| 70                              | 16                              |                                 | José Maria Mascarenhas Relvas | 27 janvier 1919                 | 30 mars 1919                    | Indépendant                                                                     |
| 71                              | 17                              |                                 | Domingos Leite Pereira | 30 mars 1919                    | 30 juin 1919                    | Indépendant                                                                     |
| 72                              | 18                              |                                 | Alfredo Ernesto de Sá Cardoso | 30 juin 1919                    | 15 janvier 1920                 | Démocrate                                                                       |
| -                               | -                               |                                 | Francisco José Fernandes Costa (n'est pas entré en fonction)                                                                                    | 15 janvier 1920                 | 15 janvier 1920                 | Libéral républicain                                                             |
| -                               | -                               |                                 | Alfredo Ernesto de Sá Cardoso (reconduit) | 15 janvier 1920                 | 21 janvier 1920                 | Démocrate                                                                       |
| 73                              | 19                              |                                 | Domingos Leite Pereira | 21 janvier 1920                 | 8 mars 1920                     | Indépendant                                                                     |
| 74                              | 20                              |                                 | António Maria Baptista | 8 mars 1920                     | 6 juin 1920                     | Démocrate                                                                       |
| 75                              | 21                              |                                 | José Ramos Preto | 6 juin 1920                     | 26 juin 1920                    | Démocrate                                                                       |
| 76                              | 22                              |                                 | António Maria da Silva | 26 juin 1920                    | 19 juillet 1920                 | Démocrate (avec les socialistes et les populaires)                              |
| 77                              | 23                              |                                 | António Joaquim Granjo | 19 juillet 1920                 | 20 novembre 1920                | Libéral républicain (avec les Nationaux républicains de reconstitution)         |
| 78                              | 24                              |                                 | Álvaro Xavier de Castro | 20 novembre 1920                | 30 novembre 1920                | National républicain de reconstitution (avec les démocrates and Populars)       |
| 79                              | 25                              |                                 | Liberato Damião Ribeiro Pinto | 30 novembre 1920                | 2 mars 1921                     | Démocrate (avec les Nationaux républicains de reconstitution et les populaires) |
| 80                              | 26                              |                                 | Bernardino Luís Machado Guimarães | 2 mars 1921                     | 23 mai 1921                     | Démocrate (avec les Nationaux républicains de reconstitution et les populaires) |
| 81                              | 27                              |                                 | Tomé José de Barros Queirós | 23 mai 1921                     | 30 août 1921                    | Libéral républicain                                                             |
| 82                              | 28                              |                                 | António Joaquim Granjo | 30 août 1921                    | 19 octobre 1921                 | Libéral républicain                                                             |
| 83                              | 29                              |                                 | António Manuel Maria Coelho | 19 octobre 1921                 | 5 novembre 1921                 | Indépendant                                                                     |
| 84                              | 30                              |                                 | Carlos Henrique da Silva Maia Pinto | 5 novembre 1921                 | 16 décembre 1921                | Indépendant                                                                     |
| 85                              | 31                              |                                 | Francisco Pinto da Cunha Leal | 16 décembre 1921                | 7 février 1922                  | Indépendant                                                                     |
| 86                              | 32                              |                                 | António Maria da Silva | 7 février 1922                  | 15 novembre 1923                | Démocrate                                                                       |
| 87                              | 33                              |                                 | António Ginestal Machado | 15 novembre 1923                | 18 décembre 1923                | Nationaliste républicain                                                        |
| 88                              | 34                              |                                 | Álvaro Xavier de Castro | 18 décembre 1923                | 7 juillet 1924                  | Nationaliste républicain (avec les démocrates)                                  |
| 89                              | 35                              |                                 | Alfredo Rodrigues Gaspar | 7 juillet 1924                  | 22 novembre 1924                | Démocrate                                                                       |
| 90                              | 36                              |                                 | José Domingues dos Santos | 22 novembre 1924                | 15 février 1925                 | Gauche démocratique                                                             |
| 91                              | 37                              |                                 | Vitorino Máximo de Carvalho Guimarães | 15 février 1925                 | 1er juillet 1925                | Démocrate                                                                       |
| 92                              | 38                              |                                 | António Maria da Silva | 1er juillet 1925                | 1er août 1925                   | Démocrate                                                                       |
| 93                              | 39                              |                                 | Domingos Leite Pereira | 1er août 1925                   | 18 décembre 1925                | Démocrate                                                                       |
| 94                              | 40                              |                                 | António Maria da Silva | 18 décembre 1925                | 30 mai 1926                     | Démocrate                                                                       |

## Deuxième République (Dictature nationale et Estado Novo)
| #                                                   | #                                                   | #                                                   | #                                                   | Président du ministère puis du conseil des ministres | Président du ministère puis du conseil des ministres | Dates du mandat                                     | Dates du mandat                                     | Parti                                               |
| Ditadura Nacional – Dictature militaire (1926–1933) | Ditadura Nacional – Dictature militaire (1926–1933) | Ditadura Nacional – Dictature militaire (1926–1933) | Ditadura Nacional – Dictature militaire (1926–1933) | Ditadura Nacional – Dictature militaire (1926–1933)  | Ditadura Nacional – Dictature militaire (1926–1933)  | Ditadura Nacional – Dictature militaire (1926–1933) | Ditadura Nacional – Dictature militaire (1926–1933) | Ditadura Nacional – Dictature militaire (1926–1933) |
| --------------------------------------------------- | --------------------------------------------------- | --------------------------------------------------- | --------------------------------------------------- | ---------------------------------------------------- | ---------------------------------------------------- | --------------------------------------------------- | --------------------------------------------------- | --------------------------------------------------- |
| 95                                                  | 41                                                  | 1                                                   | 1                                                   |                                                      | José Mendes Cabeçadas Júnior                         | 30 mai 1926                                         | 19 juin 1926                                        | Indépendant                                         |
| 96                                                  | 42                                                  | 2                                                   | 2                                                   |                                                      | Manuel de Oliveira Gomes da Costa                    | 19 juin 1926                                        | 9 juillet 1926                                      | Indépendant                                         |
| 97                                                  | 43                                                  | 3                                                   | 3                                                   |                                                      | António Óscar Fragoso Carmona                        | 9 juillet 1926                                      | 18 avril 1928                                       | Indépendant                                         |
| 98                                                  | 44                                                  | 4                                                   | 4                                                   |                                                      | José Vicente de Freitas                              | 18 avril 1928                                       | 8 juillet 1929                                      | Indépendant                                         |
| 99                                                  | 45                                                  | 5                                                   | 5                                                   |                                                      | Artur Ivens Ferraz                                   | 8 juillet 1929                                      | 21 janvier 1930                                     | Indépendant                                         |
| 100                                                 | 46                                                  | 6                                                   | 6                                                   |                                                      | Domingos Augusto Alves da Costa e Oliveira           | 21 janvier 1930                                     | 5 juillet 1932                                      | Union nationale                                     |
| 101                                                 | 47                                                  | 7                                                   | 7                                                   |                                                      | António de Oliveira Salazar                          | 5 juillet 1932                                      | 19 mars 1933                                        | Union nationale                                     |
| Estado Novo – État nouveau (1933–1974)              |                                                     |                                                     |                                                     |                                                      |                                                      |                                                     |                                                     |                                                     |
| 101                                                 | 47                                                  | 7                                                   | 1                                                   |                                                      | António de Oliveira Salazar                          | 19 mars 1933                                        | 25 septembre 1968                                   | Union nationale                                     |
| 102                                                 | 48                                                  | 8                                                   | 2                                                   |                                                      | Marcelo José das Neves Alves Caetano                 | 25 septembre 1968                                   | 25 avril 1974                                       | Union nationale                                     |

## Troisième République (depuis 1974)
| #                                                                  | #                                                                  | #                                                                  | #                                                                  | Premier ministre                                                   | Premier ministre | Dates du mandat                                                    | Dates du mandat                                                    | Parti                                                              |
| Gouvernements provisoire de la période révolutionnaire (1974–1976) | Gouvernements provisoire de la période révolutionnaire (1974–1976) | Gouvernements provisoire de la période révolutionnaire (1974–1976) | Gouvernements provisoire de la période révolutionnaire (1974–1976) | Gouvernements provisoire de la période révolutionnaire (1974–1976) | Gouvernements provisoire de la période révolutionnaire (1974–1976) | Gouvernements provisoire de la période révolutionnaire (1974–1976) | Gouvernements provisoire de la période révolutionnaire (1974–1976) | Gouvernements provisoire de la période révolutionnaire (1974–1976) |
| ------------------------------------------------------------------ | ------------------------------------------------------------------ | ------------------------------------------------------------------ | ------------------------------------------------------------------ | ------------------------------------------------------------------ | --- | ------------------------------------------------------------------ | ------------------------------------------------------------------ | ------------------------------------------------------------------ |
| -                                                                  | -                                                                  | -                                                                  | -                                                                  |                                                                    | Junte de salut national composée de: António de Spínola Francisco da Costa Gomes Jaime Silvério Marques Diogo Neto Carlos Galvão de Melo José Baptista Pinheiro de Azevedo António Rosa Coutinho | 25 avril 1974                                                      | 16 mai 1974                                                        | Aucun                                                              |
| 103                                                                | 49                                                                 | 1                                                                  | 1                                                                  |                                                                    | Adelino da Palma Carlos | 16 mai 1974                                                        | 18 juillet 1974                                                    | Indépendant                                                        |
| 104                                                                | 50                                                                 | 2                                                                  | 2                                                                  |                                                                    | Vasco dos Santos Gonçalves | 18 juillet 1974                                                    | 19 septembre 1975                                                  | Indépendant                                                        |
| 105                                                                | 51                                                                 | 3                                                                  | 3                                                                  |                                                                    | José Baptista Pinheiro de Azevedo | 19 septembre 1975                                                  | 23 juin 1976                                                       | Indépendant                                                        |
| 106                                                                | 52                                                                 | 4                                                                  | 4                                                                  |                                                                    | Vasco Fernando Leotte de Almeida e Costa (intérim) | 23 juin 1976                                                       | 23 juillet 1976                                                    | Indépendant                                                        |
| Gouvernements constitutionnels (1976-)                             |                                                                    |                                                                    |                                                                    |                                                                    | |                                                                    |                                                                    |                                                                    |
| 107                                                                | 53                                                                 | 5                                                                  | 1                                                                  |                                                                    | Mário Alberto Nobre Lopes Soares | 23 juillet 1976                                                    | 28 août 1978                                                       | Parti socialiste                                                   |
| 108                                                                | 54                                                                 | 6                                                                  | 2                                                                  |                                                                    | Alfredo Jorge Nobre da Costa | 28 août 1978                                                       | 22 novembre 1978                                                   | Indépendant                                                        |
| 109                                                                | 55                                                                 | 7                                                                  | 3                                                                  |                                                                    | Carlos Alberto da Mota Pinto | 22 novembre 1978                                                   | 1er août 1979                                                      | Indépendant (Parti social-démocrate)                               |
| 110                                                                | 56                                                                 | 8                                                                  | 4                                                                  |                                                                    | Maria de Lourdes Ruivo da Silva de Matos Pintasilgo | 1er août 1979                                                      | 3 janvier 1980                                                     | Indépendante (puis, Parti socialiste)                              |
| 111                                                                | 57                                                                 | 9                                                                  | 5                                                                  |                                                                    | Francisco Manuel Lumbrales de Sá Carneiro | 3 janvier 1980                                                     | 4 décembre 1980                                                    | Alliance démocratique (Parti social-démocrate)                     |
| 112                                                                | 58                                                                 | 10                                                                 | 6                                                                  |                                                                    | Francisco José Pereira Pinto Balsemão | 9 janvier 1981                                                     | 9 juin 1983                                                        | Alliance démocratique (Parti social-démocrate)                     |
| 114                                                                | 60                                                                 | 12                                                                 | 8                                                                  |                                                                    | Mário Alberto Nobre Lopes Soares | 9 juin 1983                                                        | 6 novembre 1985                                                    | Parti socialiste                                                   |
| 114                                                                | 60                                                                 | 12                                                                 | 8                                                                  |                                                                    | Aníbal António Cavaco Silva | 6 novembre 1985                                                    | 28 octobre 1995                                                    | Parti social-démocrate                                             |
| 115                                                                | 61                                                                 | 13                                                                 | 9                                                                  |                                                                    | António Manuel de Oliveira Guterres | 28 octobre 1995                                                    | 6 avril 2002                                                       | Parti socialiste                                                   |
| 116                                                                | 62                                                                 | 14                                                                 | 10                                                                 |                                                                    | José Manuel Durão Barroso | 6 avril 2002                                                       | 17 juillet 2004                                                    | Parti social-démocrate                                             |
| 117                                                                | 63                                                                 | 15                                                                 | 11                                                                 |                                                                    | Pedro Miguel de Santana Lopes | 17 juillet 2004                                                    | 12 mars 2005                                                       | Parti social-démocrate                                             |
| 118                                                                | 64                                                                 | 16                                                                 | 12                                                                 |                                                                    | José Sócrates Carvalho Pinto de Sousa | 12 mars 2005                                                       | 21 juin 2011                                                       | Parti socialiste                                                   |
| 119                                                                | 65                                                                 | 17                                                                 | 13                                                                 |                                                                    | Pedro Manuel Mamede Passos Coelho | 21 juin 2011                                                       | 26 novembre 2015                                                   | Parti social-démocrate                                             |
| 120                                                                | 66                                                                 | 18                                                                 | 14                                                                 |                                                                    | António Luís Santos da Costa | 26 novembre 2015                                                   | 2 avril 2024                                                       | Parti socialiste                                                   |
| 121                                                                | 67                                                                 | 19                                                                 | 15                                                                 |                                                                    | Luís Filipe Montenegro Cardoso de Morais Esteves | 2 avril 2024                                                       | en fonction                                                        | Parti social-démocrate                                             |